# Sadove, Bilopillea
Sadove (în ucraineană Садове) este un sat în comuna Tereșcenkî din raionul Bilopillea, regiunea Sumî, Ucraina.

## Demografie
Componența lingvistică a localității Sadove
     Ucraineană (98,08%)
     Rusă (1,92%)
Conform recensământului din 2001, majoritatea populației localității Sadove era vorbitoare de ucraineană (98,08%), existând în minoritate și vorbitori de rusă (1,92%).